# Панков Олександр Гаврилович
Олександр Гаврилович Панков (12 вересня 1904, місто Мензелінськ, тепер Республіка Татарстан, Російська Федерація — 26 березня 1985) — радянський військовий діяч, гвардії полковник. Депутат Верховної Ради УРСР 3-го скликання.

## Біографія
Народився в родині селянина-бідняка. Трудову діяльність розпочав у п'ятнадцятирічному віці в Мензелінському відділку соціального забезпечення.
З 1923 року — в Червоній армії. Служив у містах Мензелінську, Троїцьку Челябінської області, Оренбурзі, Мар'їно-Горці Білоруського військового округу. Здобув вищу військову освіту.
Член ВКП(б) з 1939 року.
У 1939—1941 роках — начальник штабу 75-го окремого розвідувального батальйону Берестейської фортеці в місті Берестя Білоруського особливого військового округу.
Учасник німецько-радянської війни з 1941 року. Воював на Центральному, Брянському, Південно-Західному, Воронезькому, 2-му Українському фронтах. У грудні 1941 — травні 1942 р. — командир 125-го стрілецького полку 6-ї стрілецької дивізії. У 1942 — 1944 р. — начальник штабу 6-ї стрілецької дивізії. У 1944—1945 роках служив начальником штабу 72-ї гвардійської стрілецької дивізії.
З квітня 1945 року — командир 72-ї гвардійської стрілецької дивізії. У 1946—1947 роках — командир 72-ї гвардійської стрілецької дивізії Київського військового округу в місті Конотопі Сумської області.
З 1947 року — командир окремої стрілецької бригади Київського військового округу, штаб якої дислокувався у місті Дніпропетровську Дніпропетровській області.
Потім — у відставці.

## Звання
- гвардії полковник

## Нагороди
- орден Леніна
- три ордени Червоного Прапора (1.04.1944, 19.04.1944, 3.11.1944)
- орден Богдана Хмельницького ІІ ст.
- орден Вітчизняної війни І ст. (24.09.1944)
- орден Вітчизняної війни ІІ ст. (30.04.1943)
- медалі